# U-Bahn-Station Gudrunstraße
Gudrunstraße is een toekomstig metrostation aan de U5 in het district Favoriten van de Oostenrijkse hoofdstad Wenen.